# Alberto Ramento
Alberto Ramento (Guimba, 9 augustus 1936 - Tarlac City, 3 oktober 2006) was een bisschop van de Iglesia Filipina Independiente in de Filipijnen. Hij was een criticus van de regering van Aroyo. Hij werd vermoord door messteken terwijl hij lag te slapen in de pastorie. De Filipijnse politie ging ervan uit dat het een roofmoord betrof. Critici vermoedden dat het een politieke moord was.
- Bibliothèque nationale de France: cb167018490 (data)
- Gemeinsame Normdatei: 1081742534
- International Standard Name Identifier: 0000 0004 2340 4622
- Système universitaire de documentation: 174360681
- Virtual International Authority File: 305230506
- WorldCat: E39PBJmph4j8RRGTWJvdJVjgrq